# 刘武 (城阳王)
城陽惠王刘武（前2世纪？—前98年），西汉第五代城阳王。高祖父城阳景王刘章是汉高祖刘邦孙子，参与平定诸吕之乱，是第一任城阳王。前109年，其父刘义死后，刘武袭位，在位十一年。前98年，刘武去世，谥号惠。

## 兒子
- 城陽荒王刘顺
- 江陽侯劉仁
- 高鄉節侯劉休

| 前任： 父刘义 | 西汉城阳王 前108年—前98年 | 繼任： 子刘顺 |